# Lanham Act
Pour les articles homonymes, voir Lanham.
Le Lanham Act (titre 15, chapitre 22 de la Constitution américaine) est la loi fédérale américaine relative au droit des marques aux États-Unis. Il est voté le 5 juillet 1946 et entre en vigueur le 5 juillet 1947.
Cette loi est divisée en quatre sous-chapitres :
- Sous-chapitre I - Le registre principal - §§ 1051-1072 (Sections 1 à 22)
- Sous-chapitre II - Le registre supplémentaire - §§ 1091-1096 (Sections 23 à 28)
- Sous-chapitre III - Dispositions générales - §§ 1111-1129 (Sections 29 à 45)
- Sous-chapitre IV - Le Protocole de Madrid - §§ 1141-1141n